# Fontaine de la Clarté
La Fontaine de la Clarté  est située  rue des fontaines, à  Baud dans le Morbihan.

## Historique
La fontaine fait l’objet d’une inscription au titre des monuments historiques depuis le 12 mai 1925.

## Architecture
La fontaine est constituée d'une niche à coquille, surmontée d'un pignon sous forme de gâble.
Au pied du pignon, la piscine est large et profonde.
À côté de la fontaine, le lavoir est protégé par un auvent.